# Талия аль Гуль
Талия аль Гул (англ. Talia al Ghul, араб. تاليا الغول‎) — вымышленный персонаж комиксов издательства DC Comics. Персонаж был создан писателем Деннисом О’Нилом и художником Бобом Брауном. Она впервые появилась в Detective Comics # 411. Талия — дочь суперзлодея Ра’с аль Гула, внучка Сэнсэя, сводная сестра Ниссы Раатко, состояла в постоянных отношениях с Бэтменом, а также является матерью их общего сына Дэмиена Уэйна (пятый Робин). Чаще всего изображается в образе антигероини.
Талия появилась в более чем 600 отдельных выпусках комиксов и была представлена в различных адаптациях в медиа. Персонаж был озвучен Хелен Слейтер и Оливией Хасси в DC Animated Universe, что стало её первым появлением в средствах массовой информации, помимо комиксов. В последствия она была представлена в таких проектах, как в фильме 2012 года «Тёмный рыцарь: Возрождение легенды» (Марион Котийяр) и в телесериале Arrowverse «Стрела» (Лекса Дойг).

## История публикации
Персонаж был создан писателем Деннисом О’Нилом и художником Бобом Брауном как изначально Талия. Персонаж был вдохновлён другим художественным произведением, а именно фильмом о Джеймсе Бонде 1969 года « О секретной службе Её Величества». Персонаж впервые появился в Detective Comics № 411 (май 1971 г.). Она чаще всего изображается как романтический интерес Бэтмена. Её отец, лидер лиги убийц, который считал Бэтмена человеком, наиболее достойным жениться на Талии и стать его преемником. В отсутствие супруга Талия считалась наследницей своего отца и его организации. Хотя Бэтмен не интересуется криминальной империей, он часто демонстрирует романтические чувства к Талии.
Талия спасала Бэтмену жизнь или неоднократно помогала ему. Большинство её преступных действий было совершено по приказу отца и мотивировано верностью отцу, а не личной выгодой. Её изображали морально неоднозначной или антигеройской фигурой. В середине и конце 1990-х годов часть имени её отца была включена в её имя как своего рода фамилия, чтобы помочь читателям связать её с Ра`с аль Гулем.
В списке 100 лучших злодеев комиксов всех времён по версии IGN Талия заняла 42-е место.

## Биография

### Ранние годы
Впервые Талии появляется в Detective Comics # 411 (май 1971), Денниса О’Нила. По сюжету Бэтмен спасает её от доктора Дарка, по-видимому, лидера Лиги Убийц . В конце концов выясняется, что Лига — всего лишь часть организации Ра`с аль Гула, и что Дарк, очевидно, предал Ра`са после провала миссии (обычное наказание за это — смерть). В конце истории Талия стреляет и убивает Дарка, чтобы спасти жизнь Бэтмена.
Затем Талия появляется в комиксе «Дочь демона» Бэтмене № 232 (июнь 1971 г.). По сюжету похищен Дик Грейсон (Робин). Ра’с аль Гул появляется в Бэт-пещере, прося помощи в поисках своей дочери, которая также была похищена вместе с Диком. Затем Бэтмен вместе с Ра`сом отправляется на поиски Дика и Талии. Но на самом деле, это был план Ра’са, с помощью которого он планировал выяснить, является ли Бэтмен достойным кандидатом на роль возлюбленного его дочери, отца его внуков и наследника его империи. Но в конечном счёте Бэтмен отказался от данного предложения Ра’са, но несмотря на это, у него появились взаимные чувства к Талии.
Несмотря на то, что, она не стала женой Бэтмена, тем не менее Талия оказывает ему большую поддержку на протяжении многих лет, но в то же время действуя в качестве верного сторонника своего отца.

### Сын Демона
В графическом романе « Сын демона» (1987) Майка В. Барра Ра’с аль Гул успешно заручается поддержкой Бэтмена для встречи с мошенником-убийцей, убившим его жену и мать Талии, Мелисанду. Талия была свидетельницей убийства своей матери в детстве. В этот раз Бэтмен женится на Талии и впоследствии она забеременела . Бэтмен почти при смерти после защиты Талии от нападения агентов убийцы. Оглядываясь назад, Талия приходит к выводу, что она никогда не сможет удержать Бэтмена, поскольку он будет постоянно вынужден защищать её, поэтому она симулирует выкидыш, и брак расторгается.
Позднее, после того, как Талия родила ребёнка, его оставили в приюте. Он был усыновлён и получил имя Ибн аль Су’ффаш, что по-арабски означает «сын летучей мыши». Единственной зацепкой к разгадке происхождения ребёнка является инкрустированное драгоценностями ожерелье, подаренное Бэтменом Талии, которое она оставляет с ребёнком.

### Рождение демона
Графический роман Денниса О’Нила «Бэтмен: Рождение демона» (1992) объясняет, как отец Талии встретил её мать в Вудстоке, штат Нью-Йорк . В этой истории подтверждено, что мать Талии умерла от передозировки наркотиков. В частности, это представление о матери Талии (а также о происхождении Талии аль Гул) является альтернативной предысторией Талии, созданной и доработанной Грантом Моррисоном и Крисом Бернхэмом в Batman, Incorporated # 2 (2012).

### Бэйн
После того, как Бейн входит в Лигу Убийц, Ра`с считает Бэйна потенциальным наследником своей империи вместо Бэтмена и хочет, чтобы его дочь вышла за него замуж. Но Талия отказывает Бейну, так как все ещё любит Бэтмена. После того, как Бэтмен побеждает Бэйна в комиксе "Наследие « (1996), Ра`с соглашается, что Бэйн был недостоин его дочери (Detective Comics #701 и Robin #33), и отменяет их помолвку.

### Дочь и девы
В „ Бэтмене: Смерть и девы“ (2003), написанном Грегом Рука, выясняется, что Ра’са аль Гуля есть дочь по имени Нисса, от другой женщины, которую он встретил во время своего путешествия по России в 20-м веке.

### Бэтмен и сын
Идея Талии и Бэтмена, у которых есть ребёнок, переосмысливается в истории Бэтмен и Сын (2006), написанной Грантом Моррисоном. Их сын был выношен искусственным путём и получил имя Дэмиен. Он воспитан и обучен в Лиге Убийц. Талия знакомит сына с Бэтменом в рамках грандиозного плана, включающего в себя ниндзя — летучих мышей и похищение жены британского премьер-министра.

## Силы и способности
Талия обычный человек без суперспособностей, но при этом Талия обладает отличной физической формой. Благодаря своей подготовке, Талия является мастером как в вооружённом, так и рукопашном бою. Её навыки и знания позволяют управлять как с самым простым оружием, так и современным. Талия аль Гул является превосходным тактиком и шпионкой. Кроме этого, она получила образование в области искусства и науки, а также имеет учёную степень в области биологии, инженерии и бизнеса, получив степень MBA.

## Вне комиксов

### Телевидение

#### Мультсериалы
- Талия аль Гул появляется в мультсериале „Бэтмен будущего“, роль персонажа озвучила Оливия Хасси. Она появляется в эпизоде под названием „Назад в прошлое“. Ра’с аль Гул поместил своё сознание в тело своей дочери, Талии. Она навещает Брюса Уэйна в его день рождения и делает ему предложение от которого он просто не сможет отказаться. Она предлагает ему использовать Яму Лазаря, чтобы восстановить свою молодость.
- Талия появляется в DC Animated Universe, озвучивает Хелен Слейтер и Оливию Хасси .
  - Талия появляется в Batman: The Animated Series, озвучивает Слейтер. Появившаяся в эпизоде 44 „Off Balance“, она отправляется за Вертиго (бывшим слугой её отца) в Готэм-сити .
  - Талия также появляется в Супермене: мультсериал, снова озвученный Хасси. В предпоследнем эпизоде „Возрождение демона“ Талия пытается спасти Рас аль Гула с помощью мистического артефакта коренных американцев в Метрополисе .

#### Телевидение
- Эпизодическую роль персонажа в детстве в первом сезоне „Легендах завтрашнего дня“ играет Милли Уилкинсон.
- Талия аль Гул появляется как второстепенный персонаж в сериале „Стрела“, играет Лекса Дойг[13]. Данная версия была наставницей Оливера Куина, а затем и тренером Адриана Чейза. В пятом сезоне она появляется в воспоминаниях, тренируя Оливера в России, и в нынешнем времени, где она обвиняет Оливера в убийстве своего отца и объединяется с Чейзом. В финале сезона Талия сражается со своей сестрой Ниссой на Лиан Ю и терпит поражение. Когда Чейз совершает самоубийство и запускает бомбы C4 по всему острову, судьба Талии остаётся неизвестной до седьмого сезона, который показал, что Талия выжила благодаря лекарству, предоставленному Рикардо Диасом. После „столкновения со старым врагом в Готэме“ она попадает в тюрьму строгого режима Слэбсайд, где находится на 2 уровне. Под псевдонимом „Демон“ Талия помогает Диазу организовать нападение на Оливера. После того, как Оливер помогает ей сбежать, Талия передаёт Фелисити Смоук USB-накопитель с доказательствами незаконной психиатрической деятельности Джарретта Паркера. В результате 2 уровень закрывается, а Джарретт уволен. Позже Талия возвращается и в отместку убивает Джарретта. После победы над гильдией Танатос с помощью Оливера и Теи Куин, Талия пытается вернуть себе место новой „Рас аль Гуль“, но теряет его в битве с Теей, которая позже убеждает её, что они должны возглавить группу вместе и преобразоваться в „Лигу героев“. В финале сериала „Исчезновение“, происходящем где-то после „Кризиса на бесконечных землях“, Нисса примиряется с Талией на похоронах Оливера.

### Фильмы

##### Трилогия Тёмного рыцаря
- Марион Котийяр изображает Талию аль Гул в „Тёмном рыцаре: Возрождение легенды“[14][15][16][17][18]; Джои Кинг и Гарри Коулз изобразили более молодые версии[19]. На протяжении большей части фильма она появляется под псевдонимом Миранда Тейт, богатой руководительницей и филантропа, которая завоёвывает доверие Брюса Уэйна в качестве генерального директора Wayne Enterprises и ненадолго становится его любовницей. После того, как Бэтмен побеждает Бэйна, Талия рассказывает, что она дочь Ра’с аль Гула и что она посвятила себя осуществлению мечты о разрушении Готэма после смерти её отца. В фильме также показано, что Талия родилась в подземной тюрьме „Яма“ и является верным другом Бэйна, который защищал её, пока она не смогла сбежать. Бэтмен и Селина Кайл преследуют Талию, когда она ведёт грузовик с атомной бомбой, с помощью которой она намеревается разрушить город, и Талия оказывается смертельно раненой, когда разбивает свой автомобиль. Она умирает, полагая, что её миссия успешна после уничтожения реактора, который может отключить бомбу, но Бэтмен в конечном счёте срывает её заговор и спасает Готэм-сити, перенося бомбу в Бэтплане через залив, чтобы взорвать её там.

#### Анимированные
- Талия аль Гул появляется в эпизодической роли без слов в воспоминаниях о Бэтмене: Под красным колпаком .
- Талия аль Гул появляется в Сыне Бэтмена[20], озвучивает Морена Баккарин.
- Талия аль Гул появляется в эпизодической роли в Batman vs. Робин в кошмаре Брюса Уэйна как одна из тысяч жертв, которых он безжалостно убил.
- Талия аль Гул возвращается в Batman: Bad Blood, где Морена Баккарин повторяет свою роль.
- Талия появляется в Batman vs. Черепашки-ниндзя в онлайн-файле, когда Черепашки-ниндзя искали информацию о Ра’с аль Гуле и о том, что он получил долголетие с помощью Ямы Лазаря.
- Талия появляется в трёх альтернативных сюжетных линиях интерактивного фильма Бэтмен: Смерть в семье, озвученного Зехрой Фазал.

### Видеоигры
- Талия аль Гул появляется в сюжетных эпизодах игры „ Женщина-кошка“ для Game Boy Color 1999 года, в которой она предлагает заплатить Женщине-кошке, чтобы она украла артефакт из музея, но Женщина-кошка отказывается, желая этого для себя.
- Талия аль Гул появляется в нескольких роликах в Batman: Dark Tomorrow, озвученная Венди Джонс.
- Талия аль Гул появляется в DC Universe Online, её озвучивает Элли МакБрайд[21]. Она — „настороженный“ телеведущий со стороны злодея.: Arkham Knight».
- Талия аль Гул была игровым персонажем в версии Lego Batman: The Videogame для Nintendo DS.
- Талия аль Гул появляется как игровой персонаж в портативной версии Lego Batman 2: DC Super Heroes.
- Талия аль Гуль упоминается в Batman: Arkham Asylum в биографии Рас аль Гула как любовный интерес Бэтмена.
- Талия аль Гул появляется в Batman: Arkham City, озвучивает Стана Катич .
- Талия аль Гул появляется как неиграбельная карта поддержки в версии Injustice: Gods Among Us для iOS и Android.
- Талия аль Гул упоминается непосредственно в Injustice 2 во время различных боевых диалогов Дэмиена Уэйна.